# Soulful house
La Soulful House (o vocal house, all'estero) è un genere di musica house più lento, melodico e incorpora al suo interno influenze Soul, Jazz e Funky. In genere le tracce Soulful sono caratterizzate da pad (tappeti di tastiere) che danno un suono profondo, simili a quelli usati nella chill out e nella lounge.
Molto importanti gli strumenti vintage come il piano Fender Rhodes, nei suoi modelli Mark I e Mark II, seguito dai piani Wurlitzer e lo storico organo Hammond B3.
Nelle tracce sono presenti spesso soli di strumenti a fiato tipicamente jazz come il sax o la tromba. Inoltre gli accordi e le scale della parte melodica dei pezzi Soulful sono sempre tipici standard Soul, Jazz, Funk.
Per queste sue caratteristiche, con un ritmo andante e rilassato e i suoi suoni raffinati, la Soulful House viene spesso usata nelle sfilate di alta moda e viene considerata come la versione dance di generi come il Nu jazz e la Lounge.